# Brendan Mikkelson
Brendan Mikkelson, född 22 juni 1987, är en kanadensisk professionell ishockeyspelare (back) som spelar för Luleå HF i SHL. Han har tidigare representerat Pittsburgh Penguins, Tampa Bay Lightning, Calgary Flames och Anaheim Ducks.
Mikkelson draftades i andra rundan i 2005 års NHL-draft av Mighty Ducks of Anaheim, som 31:a spelare totalt.